# ピッツバーグ国際空港
ピッツバーグ国際空港（英: Pittsburgh International Airport）はアメリカ合衆国のペンシルベニア州ピッツバーグの北西15キロメートルにある国際空港。IATA空港コードはPIT。
ペンシルベニア州の空港ではフィラデルフィア国際空港に次いで旅客が多い。かつてはUSエアウェイズのハブ空港で、年間2000万人を超える旅客があったが、同社を吸収したアメリカン航空のハブとはならず旅客は半減している。近年は貨物航空会社の進出が目立っている。

## ターミナル
ターミナルは「ランドサイド」と「エアサイド」の2棟に分かれており、地下式のピープル・ムーバーで連絡している。エアサイドはXの形をしており4つのコンコース（A,B,C,D）で構成される。現在、CとDの間に新しいランドサイドターミナルを建設中で、2024年に完成予定。新ターミナルは現在よりも小さな建物になる。

## 就航路線
| 航空会社                     | 就航地 |
| ---------------------------- | --- |
| サウスウエスト航空           | ダラス/ラブ、シカゴ/MDW、ボルチモア、デンバー、フォートローダーデール、セントルイス、マートルビーチ、ナッシュビル、アトランタ、ラスベガス、オーランド、フェニックス、タンパ、フォートマイヤーズ、サラソータ |
| アメリカン航空               | シャーロット、シカゴ/ORD、ダラス/フォートワース、マイアミ、ニューヨーク/LGA、フィラデルフィア、 フェニックス                                                                                                |
| アメリカン・イーグル         | シャーロット、マイアミ、ニューヨーク/JFK、ニューヨーク/LGA、フィラデルフィア、ローリー/ダーラム、ワシントン/ナショナル、シカゴ/ORD                                                                          |
| ユナイテッド航空             | シカゴ/ORD、デンバー、ヒューストン、ニューアーク、サンフランシスコ |
| ユナイテッド・エクスプレス   | ヒューストン、シカゴ/ORD、ニューアーク、ワシントン/ダレス |
| デルタ航空                   | アトランタ、デトロイト、ミネアポリス＝セントポール |
| デルタ・コネクション         | ニューヨーク/JFK、ニューヨーク/LGA、ミネアポリス＝セントポール、デトロイト、ボストン |
| アレジアント航空             | ジャクソンビル、ナッシュビル、オーランド、ウエストパームビーチ |
| スピリット航空               | ラスベガス、ロサンゼルス/LAX、オーランド、フォートローダーデール、マートルビーチ、タンパ、フォートマイヤーズ、カンクン                                                                                      |
| アラスカ航空                 | シアトル |
| フロンティア航空             | デンバー |
| ジェットブルー航空           | ボストン |
| エア・カナダ                 | トロント、モントリオール |
| ブリティッシュ・エアウェイズ | ロンドン/LHR |

## 新交通システム
エアサイド・ターミナルとランドサイド・ターミナルを地下で結ぶ新交通システム「ピープル・ムーバー」が運行されている。